# 勇士漫畫
勇士漫畫（英語：Valiant Comics）是一間美國漫畫出版商。該公司成立於1989年，由前漫威漫畫總編輯吉姆·史哈特爾和律師兼商人的史蒂文·馬薩斯基所合作成立。1994年，該公司被賣給Acclaim Entertainment。Acclaim在2004年宣布破產後，該公司於2005年被企業家迪內希·沙姆達薩尼和傑森·科塔瑞重組成為勇士娛樂（Valiant Entertainment）的一部份。
該公司旗下的知名漫畫角色如零度戰甲、血衛、忍者K、永恆戰士、菲斯、靈，以及團隊先驅勇士、量子俠與伍迪和聖箭手與阿姆斯壯。
2018年1月29日，DMG娛樂收購了該公司，並打算將勇士漫畫旗下的角色拍成電影。

## 另見
- DC漫畫
- 漫威漫畫
- 黑馬漫畫
- 圖像漫畫

## 外部連結
- 官方网站 （英文）